# Mariamne (seconda moglie di Erode il Grande)
Mariamne (in greco antico: Μαριάμη?, Mariáme; ... – 29 a.C.) è stata una regina ebrea antica, seconda moglie di Erode il Grande. In quanto nipote di Aristobulo II, fu il tratto di unione tra gli Asmonei e la dinastia erodiana. È talvolta indicata come Mariamne I, per distinguerla dalle altre donne erodiane di nome Mariamne.

## Biografia
Mariamne era membro della famiglia degli Asmonei, che, a partire dalla rivolta dei Maccabei contro l'Impero seleucide, aveva regnato sulla Giudea.
Il padre di Mariamne era l'asmoneo Alessandro Maccabeo (morto nel 48 o 47 a.C.), figlio maggiore di Aristobulo II (morto nel 49 a.C.); Alessandro sposò la propria cugina Alessandra Maccabeo, figlia di suo zio Ircano II; lo scopo di questo matrimonio era quello di rafforzare i legami tra le linee dinastiche di Aristobulo e Ircano, ma malgrado ciò, le lotte intestine tra i due membri della dinastia asmonea continuarono e, in ultima analisi, portarono alla caduta degli ultimi Maccabei. Ad ogni modo, l'essere nipote di Aristobulo e Ircano permise a Mariamne di vantare sangue reale asmoneo di entrambe le parti; lo stesso poteva dire suo fratello, Aristobulo III.
Alessandra organizzò il matrimonio della figlia con Erode il Grande nel 41 a.C.; i due si sposarono quattro anni dopo, in Samaria. Mariamne diede ad Erode quattro figli: due maschi, Alessandro (nato nel 35 a.C.) e Aristobulo (nato nel 31 a.C.), e due femmine, Salampsio e Cipro.
Dietro pressione di Alessandra e Mariamne, Erode nominò il cognato Aristobulo Sommo sacerdote, ma il giovane, appena diciottenne, morì annegato meno di un anno dopo. Alessandra diede la colpa a Erode e scrisse a Cleopatra VII di intervenire in suo aiuto; Cleopatra, a sua volta, chiese a Marco Antonio di punire Erode per il suo crimine, e il triumviro mandò a chiamare Erode affinché si discolpasse dalle accuse. Erode lasciò la propria giovane moglie alle cure di suo zio Giuseppe, con l'istruzione di uccidere Mariamne se Antonio avesse ucciso Erode; il sovrano giudeo era profondamente innamorato della bellissima moglie e temeva che si risposasse dopo la sua morte. Giuseppe ebbe familiarità con Mariamne e decise di rivelare a lei e alle altre donne della famiglia le disposizioni del sovrano. Quando si diffuse la notizia che Antonio aveva ucciso Erode, Alessandra convinse Giuseppe a portarla insieme alla figlia presso le legioni romane per garantirne la protezione. Erode, però, fu rilasciato da Antonio e tornò a casa, dove sua madre e sua sorella Salomè I gli rivelarono il progetto della suocera. Salomè, inoltre, accusò Giuseppe e Mariamne di adulterio, accusa che Erode rigettò dopo un colloquio con la moglie; quando però Mariamne gli chiese dell'ordine di ucciderla impartito a Giuseppe, Erode si convinse che i due erano stati intimi, perché solo in quel caso Giuseppe avrebbe rivelato a Maramne l'ordine. Giuseppe fu condannato a morte e Alessandra fu messa agli arresti, ma Erode non punì la propria moglie.
A causa del contrasto tra Mariamne e Salomè, quando Erode si recò a Rodi per fare visita ad Augusto (fresco vincitore di Marco Antonio), decise di tenere separate le due donne: Salomè e i suoi figli restarono a Masada, mentre Mariamne e sua madre furono mandate ad Alexandrium; anche questa volta, diede disposizione che, in caso di sua morte, il governo passasse a Salomè e ai suoi figli e che Mariamne e sua madre fossero uccise. Mariamne riuscì a guadagnarsi la fiducia dell'uomo cui era stata affidata, Soemo, e scoprì le istruzioni lasciate da Erode che la riguardavano; si convinse che Erode non l'amasse e si risentì del fatto che non volesse farla vivere dopo la propria morte. Quando Erode tornò da Rodi, Mariamne lo trattò freddamente, senza nascondergli il proprio risentimento; Salomè e sua madre colsero questa occasione, fornendo a Erode delle false informazioni che lo contrariassero. Erode amava ancora la moglie, ma Mariamne gli negava i propri favori sessuali e lo accusò di aver ucciso suo fratello Aristobulo e suo nonno Ircano II. Quando Salomè insinuò che Mariamne progettava di avvelenare Erode, questi fece torturare l'eunuco favorito di Mariamne, il quale confessò che Mariamne era avversa a Erode a causa dell'ordine dato a Soemo. Erode, infuriato, fece mettere subito a morte Soemo, ma permise a Mariamne di sottoporsi al processo per tentato omicidio; Alessandra, per ottenere il favore di Erode, accusò la figlia di lesa maestà, e Mariamne fu condannata e messa a morte nel 29 a.C. Erode la pianse per molti mesi.

## Nella cultura successiva

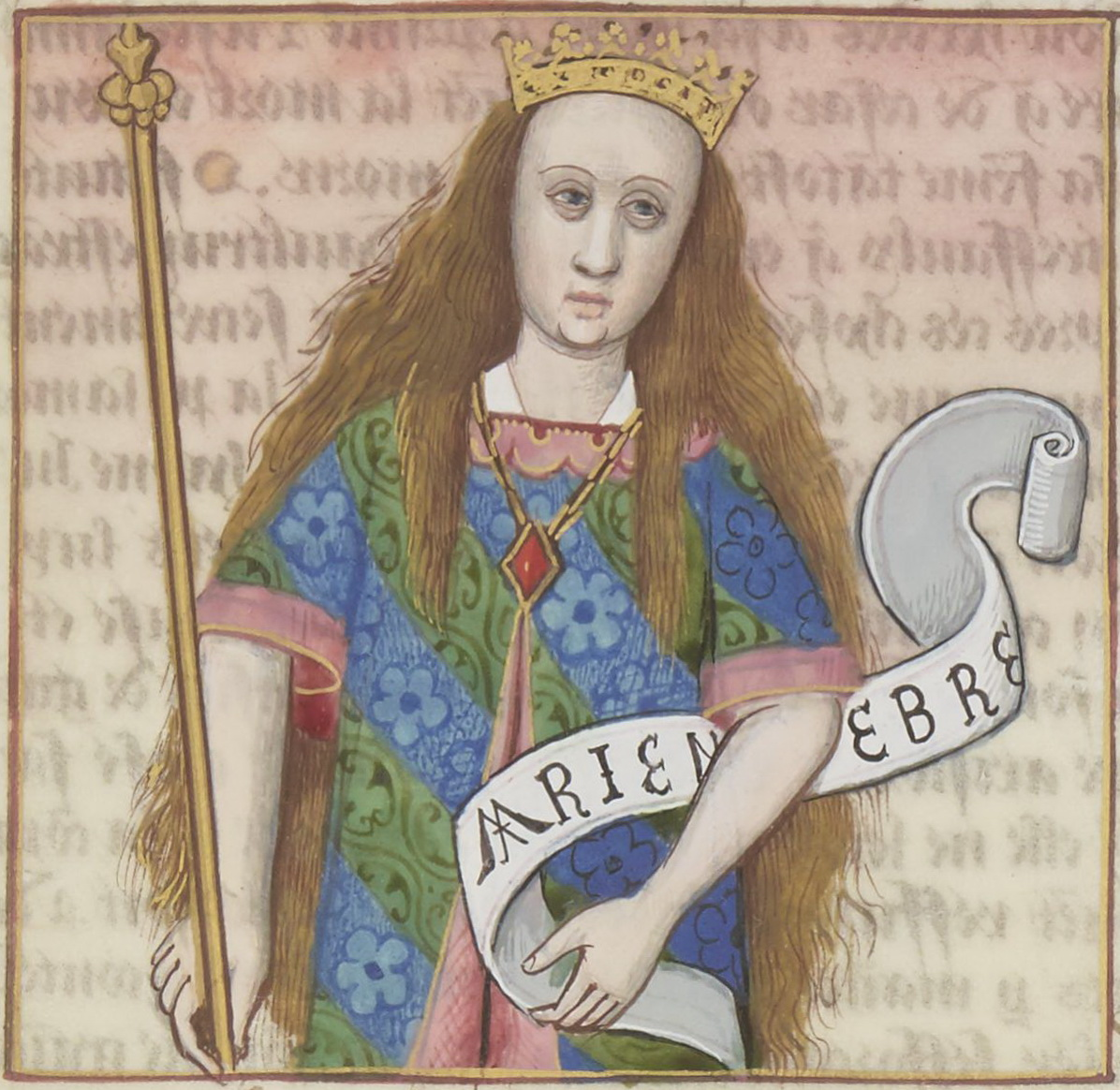
Mariamne in un manoscritto miniato francese del De mulieribus claris di Giovanni Boccaccio (XV secolo)

Dal Rinascimento all'epoca moderna, una lunga tradizione di opere d'arte hanno avuto come protagonista Mariamne e la sua relazione con Erode.
Tra queste opere vi sono:
- Marianna (1565), tragedia italiana di Ludovico Dolce
- Mariamne (1610), tragedia francese di Alexandre Hardy
- Mariam, the Faire Queene of Jewry (1613) tragedia inglese di Elizabeth Tanfield Cary
- Herod and Antipater, with the Death of Faire Mariam (1622), tragedia inglese di Gervase Markham e William Sampson
- Mariamne (1636), tragedia francese di François L'Hermite
- La mort des enfants d'Hérode; ou, Suite de Mariamne (1639), tragedia francese di Gathier de Costes de la Calprenède
- Herod and Mariamne (1673), tragedia inglese di Samuel Pordage
- La Mariamne (1696), tragedia italiana di Giovanni Maria Ruggeri (mus.) e Lorenzo Burlini (libr.)
- Mariamne (1723), tragedia francese di Elijah Fenton
- Mariamne (1723), tragedia francese di Voltaire
- Mariamne (1725), tragedia francese di Augustin Nadal
- La Marianna (1785), balletto italiano di Giuseppe Banti (cor.)
- Marianne (1796), opera francese di Nicolas Dalayrac (mus.) e Benoît-Joseph Marsollier (libr.)
- Herod's Lament for Mariamne (1815), canzone inglese di Isaac Nathan (mus.) e George Byron (libr.)
- Erode; ossia, Marianna (1825), opera italiana di Saverio Mercadante (mus.) e Luigi Ricciuti (libr.)
- Herodes und Mariamne (1850), tragedia tedesca di Christian Friedrich Hebbel
- Mariamne Leaving the Judgment Seat of Herod (1887), dipinto di John William Waterhouse
- Herod and Mariamne (1888), poema inglese di Amelie Rives
- Myriam ha-Hashmonayith (1891), tragedia yiddish di Moses Seiffert
- Tsar Irod I tsaritsa Mariamna (1893), tragedia russa di Dmitri Alexandrov
- Mariamne (1911), poema inglese Thomas Sturge Moore
- Herodes und Mariamne (1922), musica di Karol Rathaus
- Lied der Mariamne (ohne Worte) (1927), musica di Michail Gnesin
- Hordos u-Miryam (1935), romanzo ebraico di Aaron Orinowsky
- Herod and Mariamne (1938), tragedia inglese di Clemence Dane
- Mariamne (1967), tragedia svedese di Pär Lagerkvist